# Sandstrand-Schraubenschnecke
Die Sandstrand-Schraubenschnecke (Hastula hectica, häufiges Synonym: Impages hectica) ist eine Schnecke aus der Familie der Schraubenschnecken, die im Indopazifik verbreitet ist und Vielborster (Polychaeta) frisst.

## Merkmale
Hastula hectica trägt ein mittelgroßes, festes Schneckenhaus mit 10 bis 12 Umgängen, einem spitzen Gewinde und einer glänzenden Oberfläche, das bei ausgewachsenen Schnecken 5 bis 9 cm, häufig 7 cm Länge erreicht. Die Naht ist fein eingeschnitten. Auf den frühen Umgängen verlaufen axial schwache Rippen. Der Körperumgang ist unten leicht gerundet, die Gehäusemündung an der Basis breit und dreieckig. Die Spindel ist glatt und fast gerade, die Fasciole mit einer Mittelrinne, und die Rippe an der Basis reicht nicht bis zur Spindel. Die Oberfläche des Gehäuses ist glatt und neben der Naht kallös. Die Färbung der Schale ist gräulich-gelb mit einem weißen Streifen über der Naht, rosa-braunen Flammen und Streifen darunter.

## Verbreitung und Lebensraum
Hastula hectica ist im Indopazifik vom Roten Meer und der Küste Ostafrikas und Madagaskars bis ins östliche Polynesien, nach Japan, Hawaii und Australien (Queensland) verbreitet. In Indien ist sie an den Küsten von Andhra Pradesh, Visakhapatnam und Tamil Nadu sowie an der Koromandelküste anzutreffen. Sie lebt an sandigen Stränden, die der Küstenbrandung direkt ausgesetzt sind.

## Entwicklungszyklus
Wie alle Schraubenschnecken ist Hastula hectica getrenntgeschlechtlich, und das Männchen begattet das Weibchen mit seinem Penis. Die Veliger-Larven schwimmen frei, bevor sie niedersinken und zu kriechenden Schnecken metamorphosieren.

## Ernährung
Hastula hectica ernährt sich von sedentären, im Sand lebenden Vielborstern (Polychaeta) der Familie Spionidae, an Sandstränden der Hawaii-Inseln insbesondere von Ringelwürmern der Gattung Scolelepis (syn. Nerinides). Die Beute wird mit einem Radulazahn gestochen, durch injiziertes Gift immobilisiert und als Ganzes verschluckt.

## Bedeutung für den Menschen
Hastula hectica wird insbesondere wegen ihres Gehäuses gesammelt. Sie hat an der Koromandelküste kommerzielle Bedeutung.